# Stam
Stam (tdl. ‘El árbol’) es una película sudafricana de suspenso en idioma afrikáans de 2020 escrita y dirigida por Louw Venter. Está protagonizada por Inge Beckmann, Gideon Lombard, Tarryn Wyngaard y Niza Jay. Se proyectó en pocos festivales de cine y ganó el premio a la Mejor Película sudafricana en el Festival Internacional de Cine de Durban 2020.

## Sinopsis
La película narra la secuencia impredecible en torno a vidas interconectadas de personajes muy diferenciados durante el transcurso de pocas horas en Ciudad del Cabo y explora una amplia gama de asociaciones que van mucho más allá del género, raza u origen social.

## Elenco
- Inge Beckmann
- Gedeón Lombard
- Tarryn Wyngaard
- Niza Jay

## Lanzamiento
Tuvo su estreno mundial en el Festival Internacional de Cine de Durban en septiembre de 2020. También se estrenó en el 18° Festival Internacional de Cine Tofifest 2020 en Polonia.
Se estrenó en cines en Sudáfrica a través de DStv BoxOffice el 2 de octubre de 2020 y obtuvo reseñas generalmente positivas. También estuvo disponible a través de la plataforma digital de Klein Karoo Nasionale Kunstefees del 21 de septiembre al 1 de octubre de 2020.

## Producción
La película se desarrolla en Ciudad del Cabo. Fue producida por el estudio Urucu con la asistencia de M-Net, kykNet, Netherlands Film Fund, Netherlands Film Production y el Departamento de Comercio e Industria de Sudáfrica.